# Moulines (Calvados)
 Moulines  es una población y comuna francesa, situada en la región de Baja Normandía, departamento de Calvados, en el distrito de Caen y cantón de Bretteville-sur-Laize.

## Demografía
| 151 | 151 | 168 | 193 | 216 | 225 |
| Para los censos de 1962 a 1999 la población legal corresponde a la población sin duplicidades (Fuente: INSEE [Consultar]) |     |     |     |     |     |